# Acremodonta crassicosta
Acremodonta crassicosta är en snäckart som först beskrevs av Powell 1937.  Acremodonta crassicosta ingår i släktet Acremodonta och familjen Trochaclididae. Inga underarter finns listade i Catalogue of Life.